# Wilhelm Schlaug
Edvard Friedrich Wilhelm Schlaug, född 4 februari 1915 i Uddevalla, död 13 augusti 2011 i Lunds Allhelgonaförsamling, Lund, var en svensk universitetslektor och germanist.
Schlaug avlade studentexamen i Växjö 1934. Han studerade germanistik vid Lunds universitet, blev filosofie magister 1939 och filosofie licentiat 1950. Han var påverkad av professor Erik Rooth, och Schlaugs forskning kom därför att fokuseras på fornsaxiska. Han disputerade 1955 på avhandlingen Studien zu den altsächsischen Personennamen des 11. und 12. Jahrhunderts, och var därefter docent till han tillträdde som lektor vid Johannes läroverk i Malmö 1963. År 1965 blev han universitetslektor i Lund, och blev tillförordnad professor och chef för institutionen för germanistik under sista halvan av 1960-talet. Han erbjöds en professur vid Marburgs universitet som han dock tackade nej till.
Schlaug gifte sig 1958 med lektor, filosofie doktor Lydia Hedberg. Paret fick två döttrar.